# Ozias Humphrey
Ozias Humphry —o Humphrey— (Honilton, Inglaterra, Reino de Gran Bretaña; 8 de septiembre de 1742-Londres, Inglaterra, Reino Unido; 9 de marzo de 1810) fue un destacado pintor inglés de retratos en miniatura en sus inicios y más tarde de pintura al óleo y pintura al pastel durante el siglo xviii. En 1791 fue elegido para la Royal Academy y en 1792 realizó un retrato del rey al pastel.

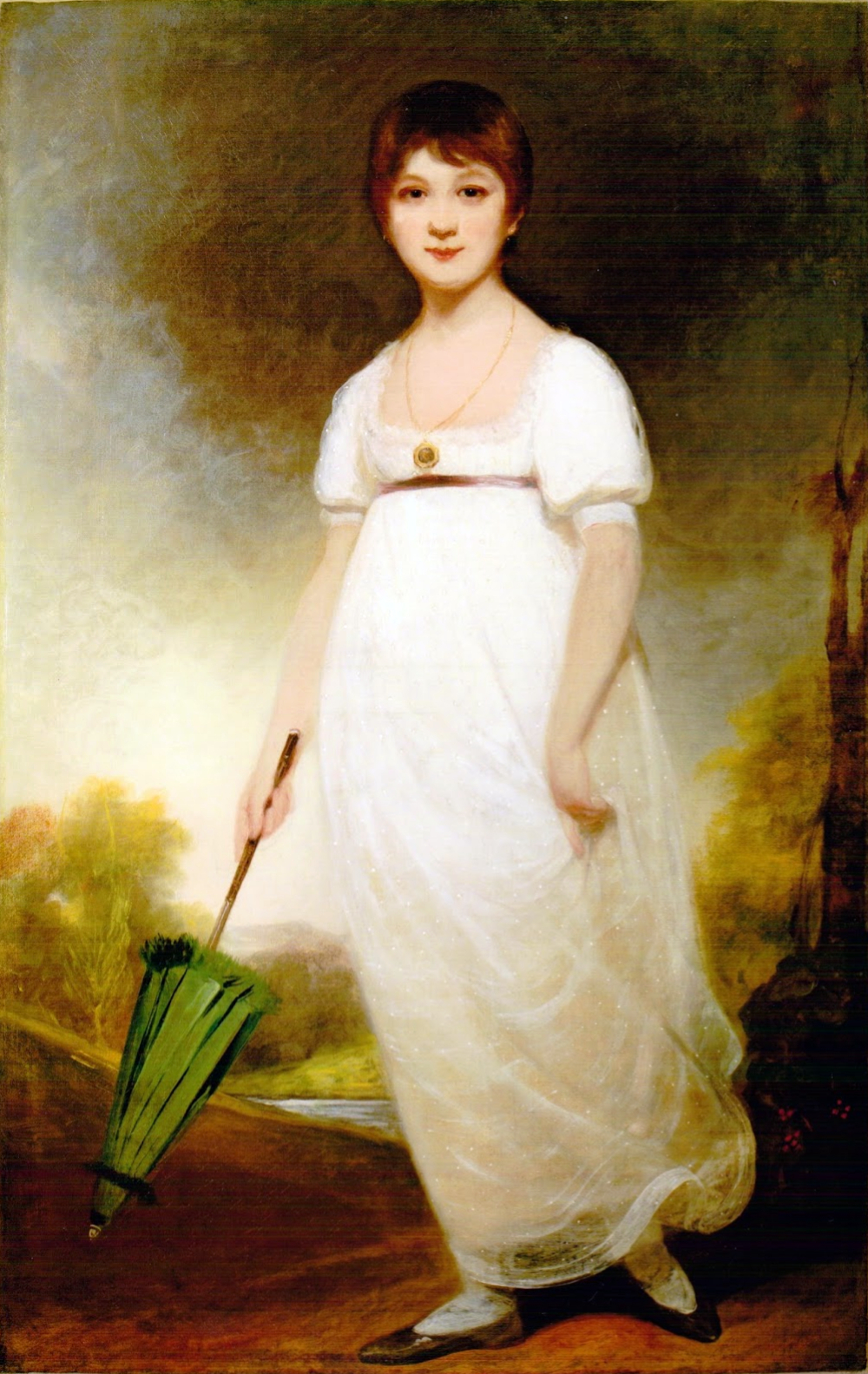
El Rice Portrait por Humphrey. Se dice que la retratada es Jane Austen.

## Biografía
Ozias Humphrey nació y se educó en Honiton, Devon, Inglaterra. Pronto fue atraído por la galería de moldes abierta por el duque de Richmond y fue a Londres a estudiar arte en la Shipley's School. También estudió arte en Bath —realiza sus prácticas en 1762—, allí conoció a Thomas Linley. Su talento fue fomentado por Thomas Gainsborough y Sir Joshua Reynolds, entre otros. Sus problemas con la visión, que acabaron conduciéndole a la ceguera, comienzan en la década de 1760 lo que le obliga a pintar obras de gran tamaño al óleo o pastel.

### Italia
Humphrey viajó a Italia en 1773 junto a su buen amigo George Romney. En su camino pararon en Knole House donde el duque de Dorset le encargó varias obras. Estuvo en Italia hasta 1777.
A su regreso sus numerosos temas incluyeron los retratos de George Stubbs (1777), el académico Dominic Serres, el químico Joseph Priestley y uno que se supone representaría a Jane Austen en su adolescencia y que podría estar pintado alrededor de 1790 —aunque el estilo imperio de las ropas de la retratada sugieren claramente que podría ser posterior— que recibe el nombre de Rice Portrait. Esta obra fue subastada en Christie's en abril de 2007 pero no pudo ser vendida al no alcanzar el precio mínimo. Entre sus alumnos cabe citar a John Opie.

### India

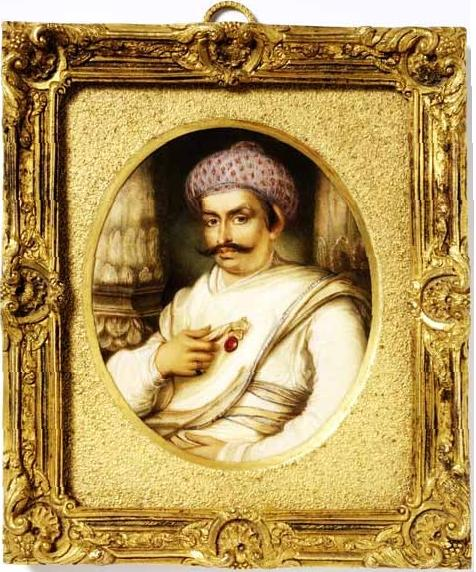
Retrato de Hyder Beg Khan realizado por Humphrey en la India en 1786.

De 1785 a 1787 Humphrey viajó a la India, allí creó varias miniaturas y bocetos. Fue elegido miembro de la Royal Academy en 1791. En 1792 se le encargó realizar un retrato del rey a lápiz; la mayoría de sus muchos retratos de la familia real están todavía en la colección real.
Finalmente perdió la vista por completo en 1797 y murió en 1810 en Hampstead, al norte de Londres. La mayoría de sus posesiones pasaron a su hijo natural William Upcott, coleccionista de libros. Luego el museo británico compró a este gran cantidad de documentos sobre Humphrey.